# Лихтенау (Баден)

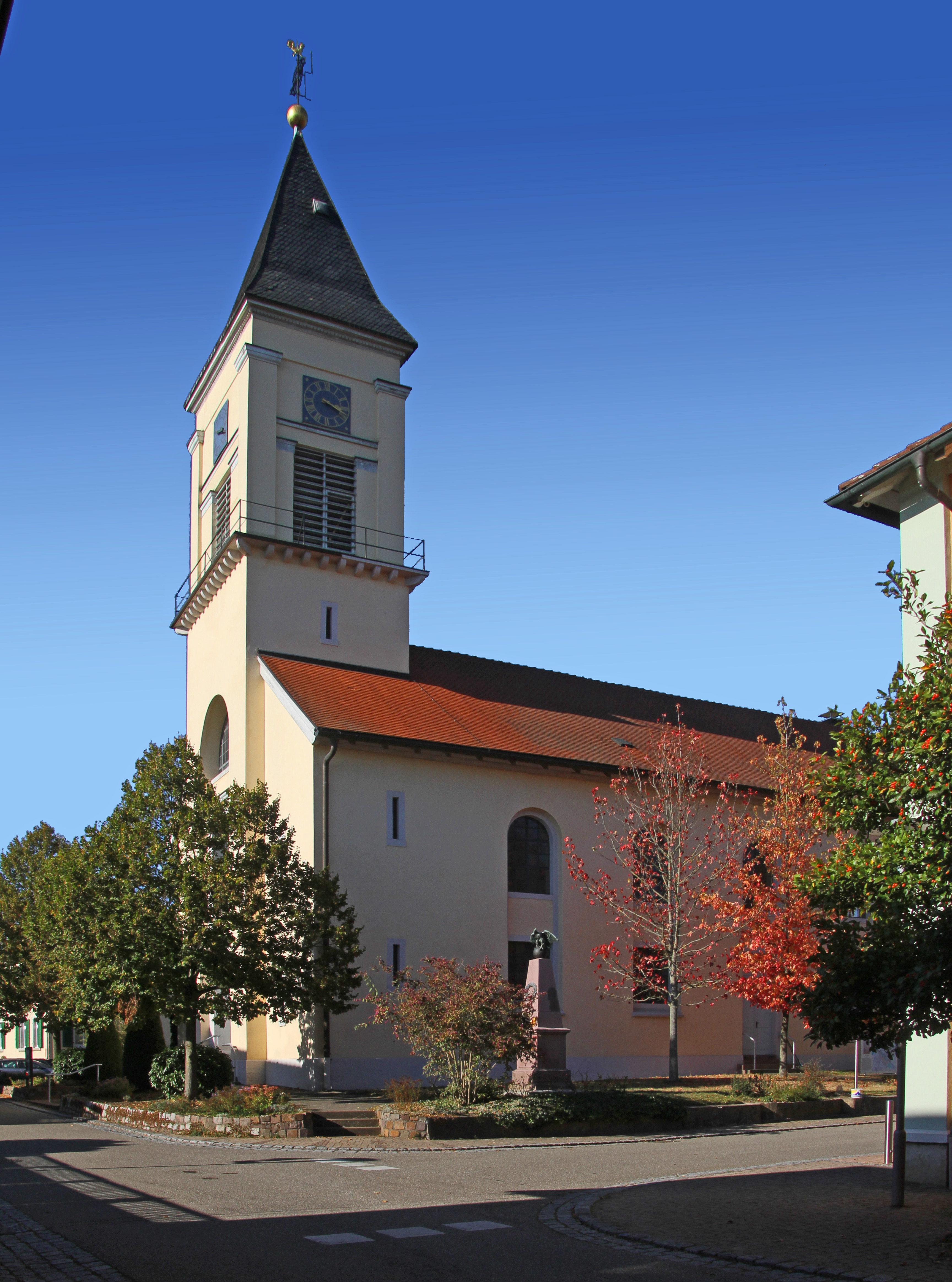

Лихтенау (нем. Lichtenau) — город в Германии, в земле Баден-Вюртемберг.
Подчинён административному округу Карлсруэ. Входит в состав района Раштат. Население составляет 4980 человек (на 31 декабря 2010 года). Занимает площадь 27,62 км². Официальный код — 08 2 16 028.